# São Paulo Open Tennis 2021
Il São Paulo Open Tennis 2021, noto anche come Dove Men+Care Challenger São Paulo per ragioni di sponsorizzazione, è stato un torneo maschile di tennis giocato sulla terra rossa. Era la 2ª edizione del torneo, facente parte della categoria Challenger 80 nell'ambito dell'ATP Challenger Tour 2021, con un montepremi di 52 080 $. Si è giocato al Clube Hípico de Santo Amaro di São Paulo, in Brasile, dal 29 novembre al 5 dicembre 2021. Fa parte inoltre del nuovo circuito Dove Men+Care Legión Sudamericana organizzato dallo sponsor nel 2021.

## Partecipanti

### Teste di serie
| Nazionalità | Giocatore             | Ranking* | Testa di serie |
| ----------- | --------------------- | -------- | -------------- |
| Uruguay     | Pablo Cuevas          | 98       | 1              |
| Bolivia     | Hugo Dellien          | 119      | 2              |
| Brasile     | Thiago Seyboth Wild   | 132      | 3              |
| Argentina   | Juan Ignacio Londero  | 144      | 4              |
| Cile        | Nicolás Jarry         | 160      | 5              |
| Brasile     | Felipe Meligeni Alves | 180      | 6              |
| Argentina   | Nicolás Kicker        | 236      | 7              |
| Argentina   | Pedro Cachín          | 258      | 8              |

* Ranking al 22 novembre 2021.

### Altri partecipanti
I seguenti giocatori hanno ricevuto una wild card per il tabellone principale:
- Mateus Alves
- Oscar José Gutierrez
- Gustavo Heide

I seguenti giocatori sono entrati in tabellone come alternate:
- Daniel Dutra da Silva
- Facundo Juárez
- Gilbert Klier Júnior

I seguenti giocatori sono passati dalle qualificazioni:
- Luciano Darderi
- Igor Marcondes
- Gonzalo Villanueva
- Matías Zukas

Il seguente giocatore è entrato in tabellone come lucky loser:
- Alejandro Gómez

## Punti e montepremi
| Torneo    | Torneo              | V     | F     | SF    | QF    | 2T  | 1T  | Q | Q2  | Q1  |
| Singolare | Punti               | 80    | 48    | 29    | 15    | 7   | 0   | 4 | 2   | 0   |
| Singolare | Premi in denaro ($) | 7 200 | 4 240 | 2 510 | 1 460 | 860 | 520 | – | 260 | 130 |
| Doppio    | Punti               | 80    | 48    | 29    | 15    | –   | 0   | – | –   | –   |
| Doppio    | Premi in denaro ($) | 3 100 | 1 800 | 1 080 | 640   | –   | 360 | – | –   | –   |

## Campioni

### Singolare
Juan Pablo Ficovich ha sconfitto in finale  Luciano Darderi con il punteggio di 6–3, 7–5.

### Doppio
Nicolás Barrientos /  Alejandro Gómez si sono aggiudicati il titolo per walkover in finale su  Rafael Matos /  Felipe Meligeni Alves.